# Aglomerado da Serra
Aglomerado da Serra è una grande favela nella zona sud della città di Belo Horizonte, nello Stato di Minas Gerais, in Brasile.
È classificata come la seconda favela più grande del Brasile (seconda solo a Rocinha, il quartiere nella zona sud di Rio de Janeiro, la più grande baraccopoli del Brasile) ed è divisa in otto villaggi: Nossa Senhora da Conceição, Nossa Senhora de Fátima, Nossa Senhora Aparecida, Santana do Cafezal, Novo São Lucas, Fazendinha, Chácara, e Marçola.
È la più grande favela del Minas Gerais, con 46 000 abitanti.